# كيتاتنو (محطة قطار)
محطة كيتاتونو (北殿駅 Kitatono-eki) هي محطة قطارات على خط إيدا في بلدة ميناميمنوا، مقاطعة كمينا، محافظة ناغانو، اليابان. تدار من طرف شركة سكك حديد اليابان المركزية (JR Central). وتبعد المحطة 183.2 كيلومتر عن نقطة انطلاق الخط في محطة تويوهاشي. وهي محطة غير مراقبة.

## تخطيط المحطة
تتكون المحطة من منصتين جانبيتين متقابلتين على مستوى الأرض متصلتين بواسطة معبر سوي.

## التاريخ
افتتحت محطة كيتاتنو في 3 نوفمبر 1911. كان اسم المحطة رسميًا «محطة كيتادونو» من عام 1943 إلى عام 1956. عند خوصصة السكك الحديدية الوطنية اليابانية (JNR) في 1 أبريل 1987، أصبحت المحطة تابعة لشركة سككك حديد اليابان المركزية . وقد تم الانتهاء من بناء المحطة الحالية في عام 1991. 

## إحصاءات الركاب
في السنة المالية 2016، تم استخدام المحطة بمعدل 287 راكبًا يوميًا (ركاب الصعود فقط). 